# Claudia Ruffinatti
Claudia Ruffinatti (Buenos Aires, Argentina, 14 de marzo de 1960) es una cantante y compositora de rock de Argentina. Es la tecladista y miembro fundadora, de la agrupación femenina de pop rock, Viuda e Hijas de Roque Enroll, desde su formación en 1982.

## Trayectoria
Con estudios de música que realizó en el Conservatorio Municipal Manuel de Falla, ingresó al emergente grupo en 1982, cuando María Gabriela Epumer (guitarra), Claudia Sinesi (bajo) y Andrea Álvarez (batería); colocaron un aviso en la revista musical Pelo, en la que buscaban a una teclista experimentada; allí Ruffinatti leyó dicho anuncio y se unió a la agrupación, que en ese momento se hacía llamar Rouge, al tiempo que también se les uniría Mavi Díaz (voz). Con esta agrupación, ha grabado cuatro trabajos discográficos de estudio y álbum en vivo.
Compuso o coescribió, varios de los éxitos de dicha agrupación, como: «La familia argentina», «La silicona no perdona», «Solo nos quieren para eso», «Crónica de una violación» y «Hawaian II».
También es Licenciada en Relaciones públicas, especialista en ceremonial y protocolo; está a favor de los Derechos LGBT en la Argentina.